# Фастольф, Джон
Джон Фастольф (англ. John Fastolf; 6 ноября 1378 — 5 ноября 1459) — английский полководец времён Столетней войны, ставший прототипом Фальстафа в пьесах Уильяма Шекспира.

## Биография

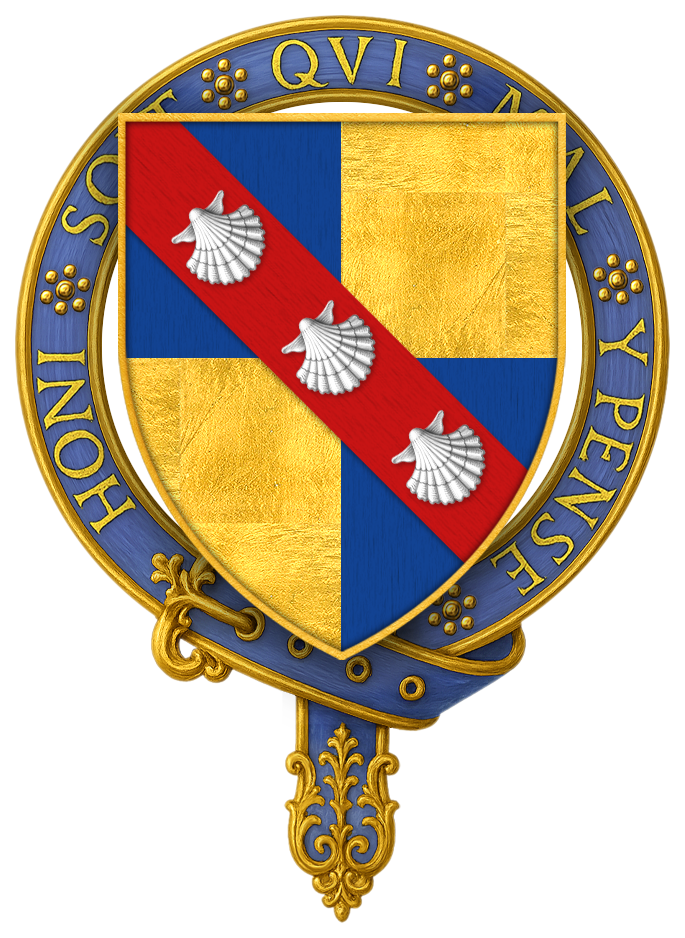
Герб Джона Фастольфа

Джон Фастольф был сыном норфолкского джентри Джона Фастольфа. В 1405—1406 годах служил в Ирландии вместе с графом Томасом Ланкастерским. По его словам, в юношестве он совершил паломничество в Иерусалим. Удачно женившись в 1408 году, он стал обладателем солидного состояния.
В 1413 году он служил в Гаскони, в 1415—1439 годах — в Северной Франции под знамёнами короля Генриха V и его брата герцога Бедфорда.
В 1415 году он принял участие в осаде Арфлёра, но после ранения вернулся домой, в связи с чем не принял участия в победоносном для англичан сражении при Азенкуре. Зимой 1415—1416 годов он вернулся в Арфлёр, чтобы оборонять город от нападения французов. В ноябре 1415 года Фастольф возглавил английский отряд в рейде в окрестностях Руана. За захват именитого пленника в битве при Вернеле он получил титул рыцаря и земельный надел во Франции.
Джон Фастольф служил гофмейстером двора герцога Бедфорда и управлял провинциями Мэн и Анжу. В феврале 1426 года он стал кавалером престижного в те времена Ордена Подвязки. В 1428 году он вернулся в Англию, но уже в следующем году вновь вернулся на войну и 12 февраля 1429 года разгромил французов и их шотландских союзников в знаменитой «Селёдочной битве».
Во время осады Орлеана он был на вершине своей славы и популярности. За выдающиеся заслуги его даже представили к Ордену Золотого руна, однако кандидатура была отменена в 1429 году, что во многом было связано с поражением англичан под Орлеаном. 18 июня английская армия под командованием Фастольфа и Тальбота была разбита французами при Патэ. После этого он был исключён из Ордена Подвязки, однако через несколько лет был вновь восстановлен и продолжил служить английской короне. Во время пребывания во Франции он получил титул барона.
Фастольф был одним из тех английских военачальников, которые прилагали все силы, чтобы с достоинством завершить неудачную для англичан войну. В 1440 году Фастольф вернулся на родину, однако споры вокруг его противоречивой фигуры не утихали, и в 1451 году во время восстания Джека Кэда Фастольф был обвинён народом в неудачах английских войск во Франции. Джон Фастольф скончался 5 ноября 1459 года в городе Кэйстер-он-Си.
Фастольф стал известен не только как военачальник, но и как деятель образования: он вкладывал большие средства в открытие философских школ в Кембриджском университете.